# Henrietta (Nueva York)
Henrietta es un pueblo ubicado en el condado de Monroe en el estado estadounidense de Nueva York. En el año 2020 tiene una población de 47,096 habitantes y una densidad poblacional de 425 personas por km².

## Geografía
Henrietta se encuentra ubicado en las coordenadas 43°03′34″N 77°36′53″O / 43.05944, -77.61472.

## Demografía
Según la Oficina del Censo en 2000 los ingresos medios por hogar en la localidad eran de $51,081, y los ingresos medios por familia eran $60,803. Los hombres tenían unos ingresos medios de $39,636 frente a los $30,271 para las mujeres. La renta per cápita para la localidad era de $19,821. Alrededor del 9.1% de la población estaban por debajo del umbral de pobreza.